# Andrej Kuc
Andrej Kuc (27. listopadu 1919, Lechnica, ČSR – 18. října 1998, Spišská Nová Ves, Slovensko) byl slovenský akademický malíř a restaurátor.
Andrej Kuc svůj život zasvětil obnově slovenských uměleckých památek. Původní podobu vrátil více než stovce významných děl ve všech koutech země.
Byl přímým účastníkem Slovenského národního povstání. Jako velitel partyzánské roty bojoval až do příjezdu Rudé Armády. Za zásluhy v národně osvobozovacím boji proti fašismu mu byl udělen Řád Slovenského národního povstání I. třídy a Československý válečný kříž 1939.

## Životopis
Andrej Kuc se narodil v obci Lechnica, okres Poprad. Matka, Alžběta, rozená Lainsová se starala o domácnost. Otec, Jan Kanty Kuc, byl řezbářem a pozlacovačem. Oženil se po skončení první světové války jako 49letý a později si zřídil truhlářskou živnost, aby za prací už nemusel cestovat. Andrej se v mladém věku u otce naučil pozlačovačství, částečně malířství, truhlářství a poměrně dobře řezbářství. Na toto období vzpomínal jako 74letý:
| „ | "Já jsem se hodně naučil už jako chlapec od svého otce, ale jeho plodnou a záslužnou práci jsem plně pochopil až během studií." | “ |

Rodina na Zamaguří ve skromných podmínkách hospodařila na šesti hektarech polí, luk a lesa.

### Vzdělání
Ještě v Lechnici absolvoval osm tříd Ľudové školy. Od dětství se zajímal o malířství, ale kvůli chudobě rodičů si nemohl studia dovolit. Ve věku 16 let se proto odešel vyučit malířskému řemeslu. Jako učeň působil od 14. srpna 1935 do 14. srpna 1938 u malířského mistra Františka Crháka ve Spišské Staré Vsi. Po ukončení výuky začal pracovat jako pomocník pod vedením malířského mistra Ernesta Waltera v Kežmarku, později u malířského mistra Štěpána Palubiaka v Popradu. V té době se také úspěšně podrobil zkouškám ze čtyř tříd měšťanské školy.

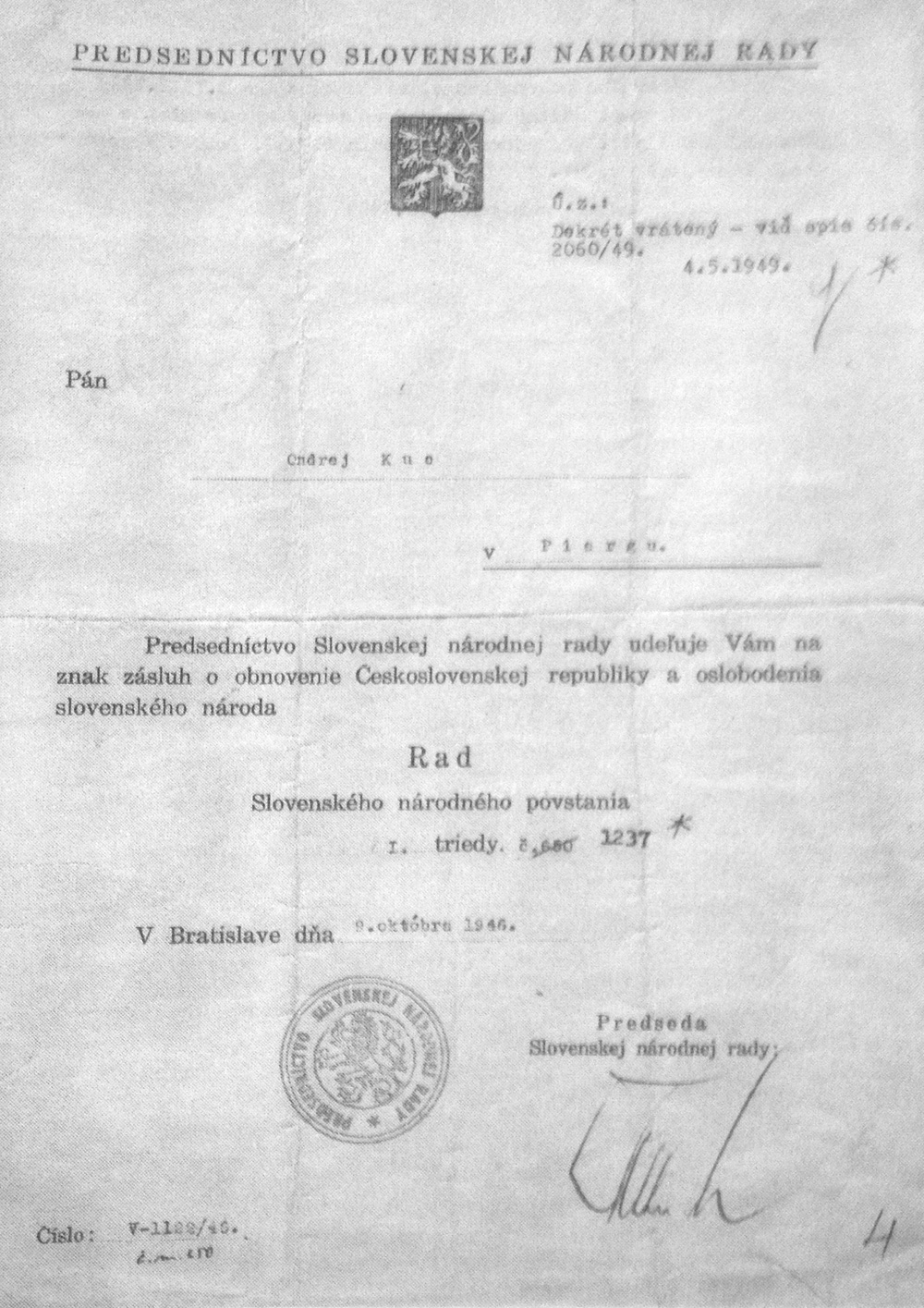
Řád Slovenského národního povstání I. třídy

### Slovenské národní povstání
Vojenskou službu, během níž deset měsíců působil na východní frontě v SSSR, absolvoval v období od 10. ledna 1939 do 30. července 1942. Ženijní kurz absolvoval jako minér a pyrotechnik. Po skončení výcviku se stal členem četnického sboru („Zbor žandárstva“). Zkoušku absolvoval v četnické škole v Topoľčiankach a následně sloužil jako podřízený četník na stanici Štiavnické Bane.
Četnický sbor opustil po vypuknutí Slovenského národního povstání. Do bojů se jako polní četník zapojil u Vrútek, Karvinské, Martina a později u Červené Skaly. Po částečném potlačení povstání se připojil k partyzánskému odboji. Jako velitel roty sloužil ve Druhé partyzánské brigádě „Za svobodu Slovanů“. Zde bojoval až do příchodu Rudé armády v únoru 1945.

### Zranění, invalidita
Po osvobození zjistil, že obyvatelé obce Kjastava pod Sitnem nemohou hospodařit na německými minami kontaminované části katastru. Rozhodl se dobrovolně oblast odminovat. Navzdory mimořádné opatrnosti šlápl dne 4. dubna 1945 na nášlapnou minu a utrpěl devastační poranění obou nohou v oblasti bérce, v důsledku čehož mu byly obě nohy amputovány.
Osud Andreje Kuca připomíná životní příběh Alexeje Petroviče Maresjeva, který se stal námětem mezinárodně známé novely Borise Polevoje Příběh opravdového člověka. Maresjev byl sovětský letec, který se po pádu stroje během Velké vlastenecké války ocitl s rozdrcenými chodidly v nepřátelském týlu. Přesto se mu během osmnácti dní podařilo vrátit na území kontrolované sovětskou armádou. V důsledku zranění mu museli být amputovány obě nohy pod koleny.
V roce 1965 Andrej Kuc svůj úděl popsal slovy:
| „ | "Invalidita je tíha v životě, ale snad tato mě navrátila ke svému povolání, které mám rád a od kterého jsem už nevybočil. Myslím, že mám život vyplněn." | “ |

Andreji Kucovi bylo uděleno mnoho vyznamenání, za zásluhy a hrdinství při obnovení Československé republiky a osvobození slovenského národa dostal 9. října 1946 Řád Slovenského národního povstání I. třídy. 27. května 1968 mu bylo za prokázání chrabrého činu v nebezpečí života uděleno vyznamenání Československý válečný kříž 1939.

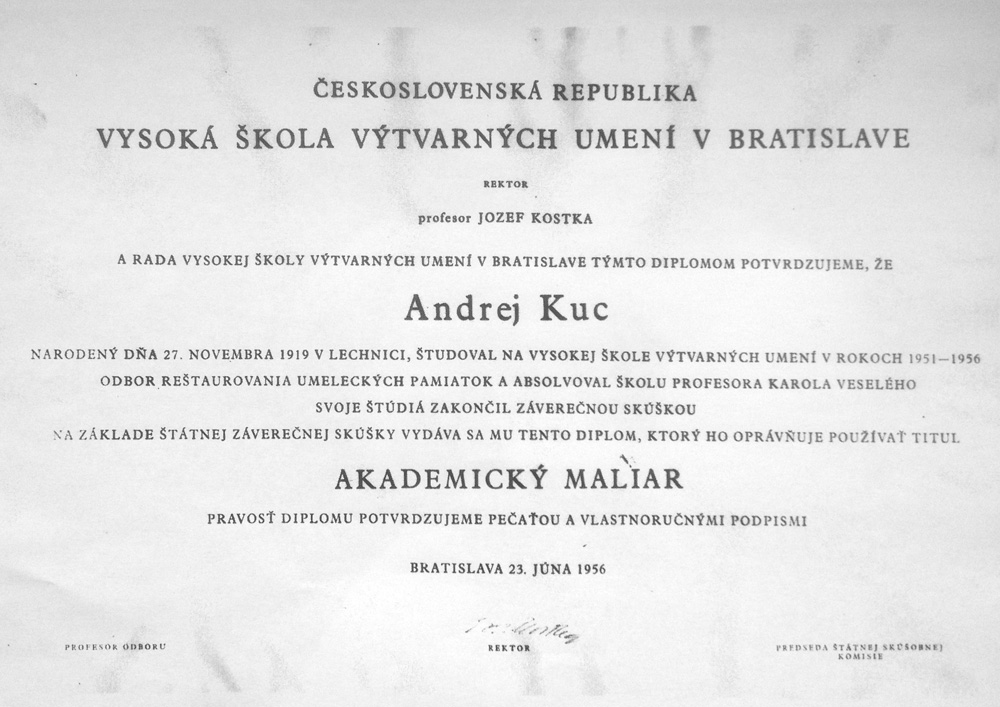
Titul Akademický malíř VŠVU

### Studium malířství
Po vyléčení pracoval od 27. listopadu 1949 jako tajemník OAV-SNF (Okresního akčního výboru Slovenské národního fronty) a jako vedoucí zemědělského skladištního družstva v Spišské Staré Vsi až do 30. listopadu 1950. Později, od 1. února 1951, pracoval nakrátko jako grafik v národním podniku Obuva v Partizánském.
Ke studiu oboru restaurování uměleckých památek na Vysoké škole výtvarných umění v Bratislavě byl přijat ve stejném roce, 1. října 1951. Popsal ho jako těžké:
| „ | "Můj zesnulý otec mě zasvětil do tajů umění potud, pokud již jako stařec na to stačil a pokud se vyskytla v tomto směru práce, tedy v řezbářství a sochařství. Jako řemeslník - malíř jsem pochopil jen řemeslné manýry, které mi pozdější studium výtvarnictví, zejména estetiky, značně ztížilo. Také soukromé studium, jako byla měsťanská škola a příprava na maturitu, bylo nedostatečné a jednostranné, co jsem později pocítil." | “ |

VŠVU ukončil s vyznamenáním v oboru malířských a konzervačních technik 23. června 1956 u profesora Karla Veselého.

### Restaurátorská a umělecká činnost
Na rozsáhlejší vlastní malířskou tvorbu Andrej Kuc neměl čas, celý svůj život zasvětil obnově památek. Pracoval doma i v terénu a nejčastěji restauroval nástěnné malby.
Po ukončení studia pracoval jako svobodný umělec.
V letech 1959 až 1961 nakrátko působil jako vedoucí Galerie v Bojnicích. Od 1. června 1973 pracoval pro Slovenský ústav památkové péče a ochrany přírody (SÚPSOP), předchůdce dnešního Památkového úřadu Slovenské republiky (PÚSR). Počínaje rokem 1976 přestoupil do podniku Umelecké remeslá (Umělecká řemesla) v Bratislavě, kde byl vedoucím skupiny a ateliéru.
Po zřízení Státních restaurátorských ateliérů (SRA) se stal vedoucím ateliéru a vedl přidělené pracovníky zejména při restaurování přenosných uměleckých děl.
Během své činnosti jako restaurátor restauroval a zakonzervoval množství památek různého rázu - gotické i barokní nástěnné a olejové malby, různé plastiky, kamenořezby a sgrafita.

### Politický život
Andrej Kuc se politicky neangažoval. O členství ve KSČ se přestal ucházet v roce 1950.

### Osobní život
Andrej Kuc se poprvé oženil v roce 1946. Jeho manželka Emília, roz. Čamajová, pracovala v Banské Štiavnici jako pletařka. Po osmnácti letech bezdětného manželství zemřela v roce 1964 na následky urémie.
Podruhé se oženil 8. srpna 1964 ve Spišské Nové Vsi s Marií, rod. Joppovou. Marie v té době pracovala jako úřednice na ředitelství Železorudných dolů. Spolu mají dvě děti - dceru Gabrielu, vdanou Zahurancovou (* 1965) a syna Ľubomíra (* 1969), který v otcových šlépějích pokračuje v restaurátorské činnosti.

## Restaurátorská činnost

### Restaurování nástěnných maleb
- Žehra – Kostel Ducha Svatého, gotické nástěnné malby a konzervování oltáře
- Bytča – Oddací palác - restaurování jižní a východní fasády a sgrafita[1]
- Prievidza – Kostel svatého Bartoloměje, restaurování maleb na gotické fasádě, olejomalba na hlavním oltáři[2]
- Dechtice – Rotunda Všech svatých, románské fresky z první poloviny 13. století až 14. století[3][4]
- Šamorín – starý římskokatolický kostel, gotické nástěnné malby
- Kvetoslavov u Trnavy – kostelík a rotunda, románské a gotické nástěnné malby
- Hlohovec – areál hradu, divadlo, nástěnné malby
- Radvaň nad Hronom – zámeček a kaple, renesanční nástěnné malby
- Banská Bystrica – Benického dům, renesanční nástěnné malby a štuky
- Kežmarok – Kežmarský hrad, gotické a renesanční nástěnné malby na fasádách a v místnostech
- Kežmarok – renesanční věž, restaurování sgrafit na atice
- Zvolen – Zvolenský hrad, restaurování sgrafit
- Oravský hrad – Dubovcův palác, nástěnné malby v sakristii a v místnostech
- Červený Kláštor – restaurování dvou slunečních hodin na nádvoří a kostelních lavic z kaple
- Jakubova Voľa u Lipan – gotické sanktuarium, nástěnné malby
- Spišský Hrhov – předsíň zámečku, olejové nástěnné malby
- Hanušovce nad Topľou – zámeček, pokoje zdobené štuky
- Košice – Osvětový dům, nástěnné malby
- Kremnica – dům č. 5 na hlavním náměstí, restaurování gotického nástěnného obrazu na fasádě
- Nitra – Velký seminář, nástěnné malby
- Spišská Nová Ves – radnice, stropní výzdoba obřadní síně, restaurování štukové výzdoby a zrcadel, výmalba interiérů
- Spišská Stará Ves – kostel, konzervování barokního hlavního oltáři, kazatelny a křtitelnice
- Partizánske – kostel, restaurování renesančního oltáře
- Halič – zámek, restaurování dřevěných renesančních malovaných stropů
- Vyšný Kubín – kurie, restaurování atik
- Tvrdošín – sanktuarium a loď kostelíka, kazatelna, restaurování maleb na dřevěných deskách

### Restaurování olejomaleb a plastik
- Banská Štiavnica – Galerie J. Kollára, Slovenské důlní muzeum, tři pozdně tabulové malby s námětem pásl celkově více než 80 olejomaleb různých velikostí včetně unikátní kolekce 55 portrétů komorských grófů a významných osobností hornictví a hutnictví, namalovaných známými středoevropskými umělci [5]
- Betliar – Muzeum Betliar, renesanční malby
- Bojnice – Galerie, restaurování nejcennější sbírky tří gotických tabulových obrazů a pěti olejomaleb
- Žilina – Považské muzeum, čtyři velké olejomalby
- Lechnica – restaurování sousoší Piety
- Liptovské Matiašovce – dvě velké kostelní olejomalby
- Levoča – Spišské muzeum – několik olejomaleb
- Spišská Nová Ves – Galerie umělců Spiše, Vlastivědné muzeum, osm olejomaleb
- Poprad – městské muzeum, osm olejomaleb
- Kežmarok – muzeum, restaurování oltářního obrazu z kaple a šest olejomaleb
- Tvarožná – oltářní obraz sv. Matěje
- Červená Skala – restaurování oltářního obrazu
- Revúca – restaurování deseti gotických tabulových obrazů (čtyři oboustranné)
- Humenné – muzeum, čtyři ikony

### Restaurování jiných artefaktů
- Košice – Východoslovenské muzeum, restaurování a konzervování dřevěného kostelíka z Kožuchoviec, zvonice z Ašvane a řezeb z ikonostasu
- Banská Štiavnica – Galerie J. Kollára, osm soch různých řezeb
- Oravský hrad – restaurování krbů, erbů, cechovních znaků
- Vrbov – Galerie M. A. Bazovského, restaurování štukových výzdob
- Bojnice – restaurování osmi soch
- Nová Ľubovňa – barokní oltář polské provenience
- Reľov – dvě dřevěná umučení Krista
- Vrbov – renesanční věž, obnova sgrafit